# Lithophane brachyptera
Lithophane brachyptera är en fjärilsart som beskrevs av Otto Staudinger 1892. Lithophane brachyptera ingår i släktet Lithophane och familjen nattflyn. Inga underarter finns listade i Catalogue of Life.